# Eois coerulea
Eois coerulea är en fjärilsart som beskrevs av W. Warren 1905. Eois coerulea ingår i släktet Eois och familjen mätare. Inga underarter finns listade i Catalogue of Life.